# Giro di Romandia 1990
Il Giro di Romandia 1990, quarantaquattresima edizione della corsa, si svolse dall'8 al 13 maggio su un percorso di 859 km ripartiti in 6 tappe e un cronoprologo, con partenza a Moutier e arrivo a Ginevra. Fu vinto dal francese Charly Mottet della R.M.O. davanti al britannico Robert Millar e al belga Luc Roosen.

## Tappe
| Tappa  | Data      | Percorso                              | km    | Vincitore di tappa | Leader cl. generale |
| ------ | --------- | ------------------------------------- | ----- | ------------------ | ------------------- |
| Prol.  | 8 maggio  | Moutier > Moutier (cron. individuale) | 4,6   | Charly Mottet      | Charly Mottet       |
| 1ª     | 9 maggio  | Moutier > Neuchâtel                   | 174,6 | Rolf Järmann       | Rolf Järmann        |
| 2ª     | 10 maggio | Neuchâtel > Nyon                      | 99,6  | Urs Freuler        | Rolf Järmann        |
| 3ª     | 10 maggio | Nyon > Nyon (cron. individuale)       | 22    | Charly Mottet      | Michael Wilson      |
| 4ª     | 11 maggio | Nyon > Bulle                          | 191   | Michel Dernies     | Michael Wilson      |
| 5ª     | 12 maggio | Bulle > Nendaz                        | 168,7 | Robert Millar      | Charly Mottet       |
| 6ª     | 13 maggio | Nendaz > Ginevra                      | 198,5 | Urs Freuler        | Charly Mottet       |
| Totale | Totale    | Totale                                | 859   |                    |                     |

## Dettagli delle tappe

### Prologo
- 8 maggio: Moutier > Moutier (cron. individuale) – 4,6 km

| Pos. | Corridore            | Squadra  | Tempo |
| ---- | -------------------- | -------- | ----- |
| 1    | Charly Mottet        | R.M.O.   | 6'04" |
| 2    | Jean-Claude Leclercq | Helvetia | a 2"  |
| 3    | Pascal Richard       | Helvetia | a 3"  |

| Pos. | Corridore     | Squadra | Tempo |
| ---- | ------------- | ------- | ----- |
| 1    | Charly Mottet | R.M.O.  | 6'04" |

### 1ª tappa
- 9 maggio: Moutier > Neuchâtel – 174,6 km

| Pos. | Corridore      | Squadra    | Tempo    |
| ---- | -------------- | ---------- | -------- |
| 1    | Rolf Järmann   | Frank-Toyo | 5h01'35" |
| 2    | Michael Wilson | Helvetia   | s.t.     |
| 3    | Niki Rüttimann | Helvetia   | a 27"    |

| Pos. | Corridore    | Squadra    | Tempo |
| ---- | ------------ | ---------- | ----- |
| 1    | Rolf Järmann | Frank-Toyo |       |

### 2ª tappa
- 10 maggio: Neuchâtel > Nyon – 99,6 km

| Pos. | Corridore      | Squadra   | Tempo    |
| ---- | -------------- | --------- | -------- |
| 1    | Urs Freuler    | Panasonic | 2h20'51" |
| 2    | Guido Bontempi | Carrera   | s.t.     |
| 3    | Jesper Skibby  | TVM-Yoko  | s.t.     |

| Pos. | Corridore    | Squadra    | Tempo |
| ---- | ------------ | ---------- | ----- |
| 1    | Rolf Järmann | Frank-Toyo |       |

### 3ª tappa
- 10 maggio: Nyon > Nyon (cron. individuale) – 22 km

| Pos. | Corridore      | Squadra  | Tempo  |
| ---- | -------------- | -------- | ------ |
| 1    | Charly Mottet  | R.M.O.   | 27'46" |
| 2    | Michael Wilson | Helvetia | a 12"  |
| 3    | Jesper Skibby  | TVM-Yoko | a 14"  |

| Pos. | Corridore      | Squadra  | Tempo |
| ---- | -------------- | -------- | ----- |
| 1    | Michael Wilson | Helvetia |       |

### 4ª tappa
- 11 maggio: Nyon > Bulle – 191 km

| Pos. | Corridore        | Squadra      | Tempo    |
| ---- | ---------------- | ------------ | -------- |
| 1    | Michel Dernies   | Weinmann     | 4h53'42" |
| 2    | Stephen Hodge    | ONCE         | s.t.     |
| 3    | Paul Haghedooren | Histor-Sigma | s.t.     |

| Pos. | Corridore      | Squadra  | Tempo |
| ---- | -------------- | -------- | ----- |
| 1    | Michael Wilson | Helvetia |       |

### 5ª tappa
- 12 maggio: Bulle > Nendaz – 168,7 km

| Pos. | Corridore     | Squadra      | Tempo    |
| ---- | ------------- | ------------ | -------- |
| 1    | Robert Millar | Z            | 4h23'34" |
| 2    | Charly Mottet | R.M.O.       | a 4"     |
| 3    | Luc Roosen    | Histor-Sigma | a 9"     |

| Pos. | Corridore     | Squadra | Tempo |
| ---- | ------------- | ------- | ----- |
| 1    | Charly Mottet | R.M.O.  |       |

### 6ª tappa
- 13 maggio: Nendaz > Ginevra – 198,5 km

| Pos. | Corridore      | Squadra   | Tempo    |
| ---- | -------------- | --------- | -------- |
| 1    | Urs Freuler    | Panasonic | 5h05'42" |
| 2    | Andreas Kappes | Toshiba   | s.t.     |
| 3    | Jesper Skibby  | TVM-Yoko  | s.t.     |

| Pos. | Corridore     | Squadra      | Tempo     |
| ---- | ------------- | ------------ | --------- |
| 1    | Charly Mottet | R.M.O.       | 22h20'01" |
| 2    | Robert Millar | Z            | a 2'00"   |
| 3    | Luc Roosen    | Histor-Sigma | a 2'10"   |

## Classifiche finali

### Classifica generale
| Pos. | Corridore       | Squadra            | Tempo     |
| ---- | --------------- | ------------------ | --------- |
| 1    | Charly Mottet   | R.M.O.             | 22h20'01" |
| 2    | Robert Millar   | Z                  | a 2'00"   |
| 3    | Luc Roosen      | Histor-Sigma       | a 2'10"   |
| 4    | Michael Wilson  | Helvetia-La Suisse | a 2'41"   |
| 5    | Stephen Hodge   | ONCE               | a 3'08"   |
| 6    | Pascal Simon    | Castorama          | a 3'39"   |
| 7    | Jerome Simon    | Z                  | a 3'45"   |
| 8    | Bruno Cornillet | Z                  | a 4'52"   |
| 9    | Rolf Järmann    | Frank-Toyo         | a 4'55"   |
| 10   | Fabian Fuchs    | Buckler            | a 5'23"   |